# مانويل مارتينث غوتيريث
مانويل مارتينث غوتيريث (بالإسبانية: Manuel Martínez Gutiérrez، ولد في 7 ديسمبر 1974، ليون، إسبانيا) رياضي ألعاب قوى إسباني، تخصص في سباق دفع الجلة.
حاز على الميدالية الذهبية في بطولة العالم لألعاب القوى داخل الصالات عام 2003، كما حاز على الميدالية الذهبية في بطولة أوروبا لألعاب القوى داخل الصالات عام 2002

## إنجازاته

### بطولة العالم لألعاب القوى داخل الصالات
- 2001 لشبونة  البرتغال:  ميدالية برونزية في سباق دفع الجلة.
- 2003 برمينغهام  المملكة المتحدة:  ميدالية ذهبية في سباق دفع الجلة.

### بطولة أوروبا لألعاب القوى داخل الصالات
- 2000 غنت  بلجيكا:  ميدالية فضية في سباق دفع الجلة.
- 2002 فيينا  النمسا:  ميدالية ذهبية في سباق دفع الجلة.
- 2005 مدريد  إسبانيا:  ميدالية برونزية في سباق دفع الجلة.

## وصلات خارجية
- مانويل مارتينث غوتيريث على موقع IMDb (الإنجليزية)

- مانويل مارتينث غوتيريث على موقع الاتحاد الدولي لألعاب القوى (الإنجليزية)
- مانويل مارتينث غوتيريث على موقع اللجنة الأولمبية الدولية (الإنجليزية)
- مانويل مارتينث غوتيريث على موقع أوليمبيديا (الإنجليزية)
- (بالإسبانية) الموقع الرسمي لمانويل مارتينث غوتيريث
- (بالإسبانية) صفحة مانويل مارتينث غوتيريث على موقع اللجنة الأولمبية الإسبانية